# Амстердамски метрополитен
Амстердамският метрополитен е второто и последно изградено метро в Нидерландия. Системата разполага с 52 станции в 4 различни линии и е в експлоатация от 1977 г.

## Метростанции
Метрото разполага с 58 станции, обслужващи 5 линии, всяка със собствен номер – 50, 51, 53 и 54. От 2002 се строи линия 52, която свързва северните и южни части на града, добавяйки 7 нови станции. Редица проблеми забавят неколкократно строителните работи и крайният срок за отваряне на новата линия е отложен с 5 години до 2017. Цената на проекта скача от 1,5 до над 3 милиарда евро (изчислено към 2009) и го превръща в най-скъпото метро в света.
Първите построени направления са 53 и 54 в източната част на града, последвани от западната линия 51 през 1990. През 1997 е завършена и 50, която обикаля по околовръстния път.
Налице е проект за бъдещо разширение на 52 до летище Схипхол.

## Разни
Всички информационни табели в метрото използват шрифта MOL, създаден специално за случая от Жерар Юнгер през 1974. Разстоянието между буквите е по-голямо от нормалното, за да може пътниците лесно да различават отделните символи вечер, когато табелите са осветени. Първоначално градските управници са искали да използват къртица за символ на метрото, но впоследствие идеята отпада, а нидерландската дума за животното дава името на шрифта.